# Elisabeth Schilling
Elisabeth Schilling (* 1960 in Wilhelmshaven) ist eine deutsche Politikerin der SPD und ehemaliges Mitglied der Hamburgischen Bürgerschaft.

## Leben und Politik
Elisabeth Schilling studierte Kulturwissenschaften an der Universität Hamburg. Nach dem Examen besuchte sie ein Studienseminar im Bereich Mediendokumentation und ist als Redaktionsassistentin bei einer überregionalen Tageszeitung tätig. 
1990 trat sie in die SPD ein und war ab 1992 Vorsitzende des Distrikts Hamburg-Mühlenkamp (Bezirk Hamburg-Nord). Aktuell ist sie dort stellvertretende Vorsitzende und Delegierte zum Parteitag. Sie war von 1993 bis 2001 für die SPD Mitglied der Hamburgischen Bürgerschaft (15. und 16. Wahlperiode).
Schilling ist Mitglied der Evangelischen Kirche und der IG Medien.